# 趙良華
趙良華（15世紀—16世紀），字君實，四川眉州人，明朝政治人物。

## 生平
趙良華是弘治十四年（1501年）四川鄉試舉人，正德九年（1514年）成進士，獲授南京戶部郎中，十四年（1519年）外調姚安知府，他廉明剛直，把在外的鄉試六房號舍搬至府署內以阻塞弊端，又罷去舞文弄墨的官吏，在任內去世，人們都為他哀悼，立專祠祭祀。

## 引用
1. 1 2  光緒《姚州志·卷五·秩官志》：趙良華，字君實，眉州人，進士正德〖二〗十四年任知府，廉明剛直，初六房號舍在府署外，良華遷之署內，以塞弊竇，吏有舞文者力黜之，卒於官，士民悲悼，立專祠祀之。 州舊志
2. ↑  嘉慶《四川通志·卷一百二十六·選舉志五》：宏治十四年辛酉科（舉人）……趙良華 眉州人
3. ↑  光緒《丹棱縣志·卷八·藝文記》：丹棱縣修學記 明進士，南京戶部郎中 趙良華 君實 眉州